# 层积云
层积云（拉丁語：Stratocumulus，符号：Sc）是一种体积比较大、比较暗、边缘较为圆润的云，这类云通常以一组、排成一线、波涛状呈现。云块较高积云而言更大，整个云团的高度亦更低，通常在2,000（6,600英尺）以下。弱大气对流会让云层变薄，因为云层之上干燥、稳定的气体会阻止云层进一步纵向发展。